# Filistata maguirei
Filistata maguirei — вид павуків родини Filistatidae.

## Назва
Вид названий на честь американського актора Тобі Магвайра, який зіграв роль Спайдермена у трьох фільмах однойменного циклу.

## Поширення
Ендемік Ірану. Відомий лише у типовому місцезнаходженні у провінції Хормозґан на півдні країни.

## Опис
Самиця завдовжки 9,5 мм, самець — 5,5 мм.